# Benjamin Asamoah
Benjamin Akoto Asamoah (Accra, 4 gennaio 1994) è un calciatore ghanese, centrocampista dell'Al-Tehami.

## Carriera
Nato ad Accra, Asamoah approda al settore giovanile dell'Atlético Madrid da quello del Rayo Majadahonda nel 2012. Dopo aver militato nell'Atlético Madrid "C", nel 2012 è stato inserito nella rosa della squadra di riserve. Il 29 maggio 2015, ha prolungato il suo contratto con il club fino al giugno 2017. Il 3 agosto 2016, viene acquistato dall'Hospitalet.
Il 6 agosto 2017, Asamoah firma un contratto con i ciprioti del Doxa Katōkopias, scegliendo di indossare la divisa con il numero 17.

## Statistiche

### Presenze e reti nei club
Statistiche aggiornate al 12 maggio 2021.
| Stagione                 | Squadra                  | Campionato               | Campionato | Campionato | Coppe nazionali | Coppe nazionali | Coppe nazionali | Coppe continentali | Coppe continentali | Coppe continentali | Altre coppe | Altre coppe | Altre coppe | Totale | Totale |
| Stagione                 | Squadra                  | Comp                     | Pres       | Reti       | Comp            | Pres            | Reti            | Comp               | Pres               | Reti               | Comp        | Pres        | Reti        | Pres   | Reti   |
| ------------------------ | ------------------------ | ------------------------ | ---------- | ---------- | --------------- | --------------- | --------------- | ------------------ | ------------------ | ------------------ | ----------- | ----------- | ----------- | ------ | ------ |
| apr. 2014                | Atlético Madrid B        | SDB                      | 2          | 0          |                 | -               | -               |                    | -                  | -                  |             | -           | -           | 2      | 0      |
| 2014-2015                | Atlético Madrid B        | SDB                      | 32         | 2          |                 | -               | -               |                    | -                  | -                  |             | -           | -           | 32     | 2      |
| Totale Atlético Madrid B | Totale Atlético Madrid B | Totale Atlético Madrid B | 34+        | 2+         |                 | -               | -               |                    | -                  | -                  |             | -           | -           | 34+    | 2+     |
| 2016-2017                | L'Hospitalet             | SDB                      | 34         | 0          |                 | -               | -               |                    | -                  | -                  |             | -           | -           | 34     | 0      |
| 2017-2018                | Doxa Katōkopias          | A                        | 32         | 5          | CC              | 3               | 1               |                    | -                  | -                  |             | -           | -           | 35     | 6      |
| 2018-2019                | Doxa Katōkopias          | A                        | 25         | 1          | CC              | 2               | 0               |                    | -                  | -                  |             | -           | -           | 27     | 1      |
| 2019-2020                | Doxa Katōkopias          | A                        | 19         | 2          | CC              | 3               | 1               |                    | -                  | -                  |             | -           | -           | 22     | 3      |
| 2020-2021                | Doxa Katōkopias          | A                        | 23         | 1          | CC              | 0               | 0               |                    | -                  | -                  |             | -           | -           | 23     | 1      |
| Totale Doxa Katōkopias   | Totale Doxa Katōkopias   | Totale Doxa Katōkopias   | 99         | 9          |                 | 8               | 2               |                    | -                  | -                  |             | -           | -           | 107    | 11     |
| Totale carriera          | Totale carriera          | Totale carriera          | 167+       | 11+        |                 | 8               | 2               |                    | -                  | -                  |             | -           | -           | 175+   | 13+    |